# Butorides virescens
L'airone verde (Butorides virescens Linnaeus, 1758) è un uccello della famiglia degli Ardeidi.

## Distribuzione e habitat
Vive nelle zone paludose del Nordamerica e dell'America centrale. Molto raramente alcuni esemplari della sottospecie nominale sono giunti fino alle coste dell'Europa occidentale; allo stesso modo alcuni uccelli della costa pacifica del Nordamerica hanno raggiunto talvolta le Hawaii.

## Descrizione

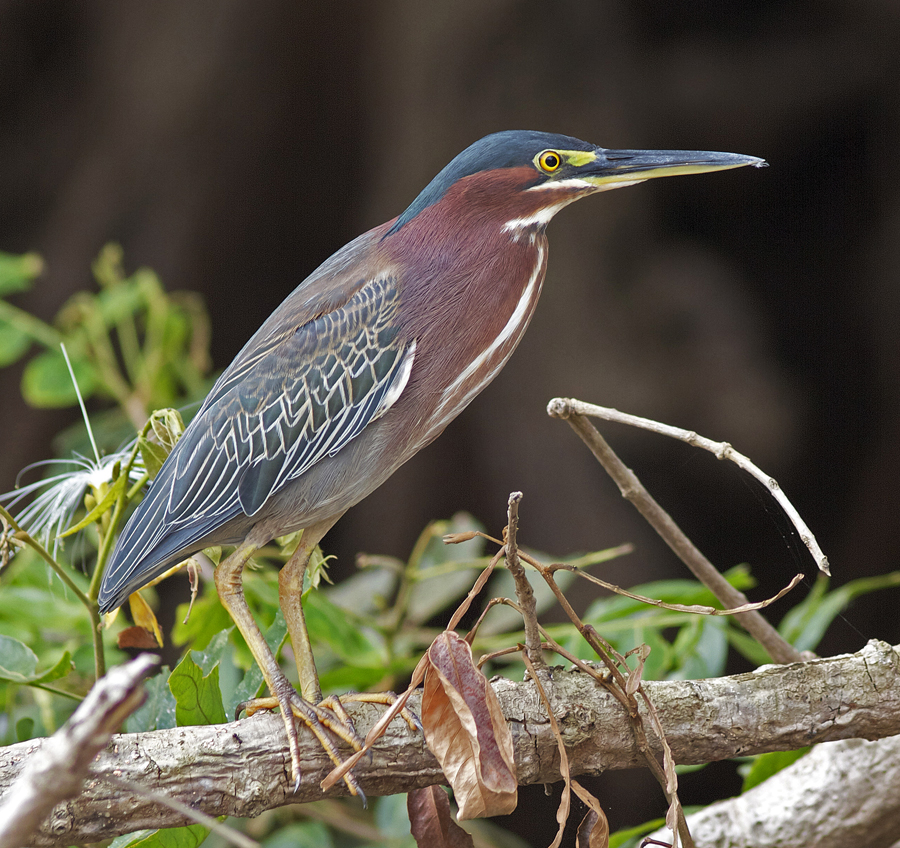
Un esemplare in Costa Rica con il piumaggio riproduttivo.

L'airone verde è un airone piuttosto piccolo: raggiunge al massimo i 44 cm di lunghezza. Il collo viene spesso tenuto aderente al corpo. Gli adulti hanno il capo di un lucente piumaggio nero-verdastro, il dorso verdastro, le ali nero-grigie che sfumano nel verde o nell'azzurro, il collo castano con una linea bianca sul davanti, le regioni inferiori grigie e corte zampe gialle. Il becco, munito di una lunga estremità appuntita, è scuro. Le femmine adulte tendono ad essere più piccole dei maschi e sono ricoperte da un piumaggio più scialbo e più chiaro, soprattutto durante la stagione degli amori. I giovani sono meno variopinti, hanno i lati della testa, il collo e le regioni inferiori ricoperte di strisce bianche e marroni, il dorso e le ali marroncine e le zampe e il becco giallo-verdastri. I pulcini sono ricoperti da un piumino grigio chiaro sul dorso e bianco sul ventre.
Durante il periodo degli accoppiamenti, l'iride di questo uccello, abitualmente gialla, assume una colorazione rosso-aranciata, e una tinta analoga presentano anche le zampe, che nelle altre stagioni sono giallognole.

## Tassonomia
In passato l'airone verde veniva raggruppato insieme all'airone striato in una sola specie, l'airone dorsoverde, B. striata (nome mantenuto in seguito dall'airone striato) o, come si diceva erroneamente, B. striatus. B. validipes, una forma del Pleistocene inferiore i cui resti fossili sono stati rinvenuti in Florida, potrebbe essere il diretto antenato dell'airone verde, dal momento che i fossili di quest'ultimo sembrano sostituirne i resti nello stesso areale.
Sono riconosciute le seguenti sottospecie, dall'aspetto molto simile, ma la validità della maggior parte di esse è seriamente messa in dubbio:
- Butorides virescens anthonyi (Mearns, 1895) - nidifica negli Stati Uniti a ovest delle Montagne Rocciose, fino alla Penisola di Bassa California settentrionale (Messico). Alcune popolazioni sono stanziali, ma la maggior parte di esse migra in inverno verso il Messico occidentale.
- Butorides virescens bahamensis (Brewster, 1888) - forma stanziale diffusa nelle Bahamas.
- Butorides virescens frazari (Brewster, 1888) - forma stanziale residente nella Penisola di Bassa California meridionale (Messico).
- Butorides virescens maculata (Boddaert, 1783) - nota in passato come B. m. maculatus, è una forma stanziale che vive nell'estremità meridionale degli Stati Uniti e in America centrale, compresi Panama centrale e i Caraibi.
- Butorides virescens virescens (Linnaeus, 1758) - nidifica in un'area compresa tra il Canada sud-orientale e gli Stati Uniti centrali e meridionali a est delle Montagne Rocciose. Sverna nell'estremità meridionale degli Stati Uniti e nel Sudamerica settentrionale.

## Biologia

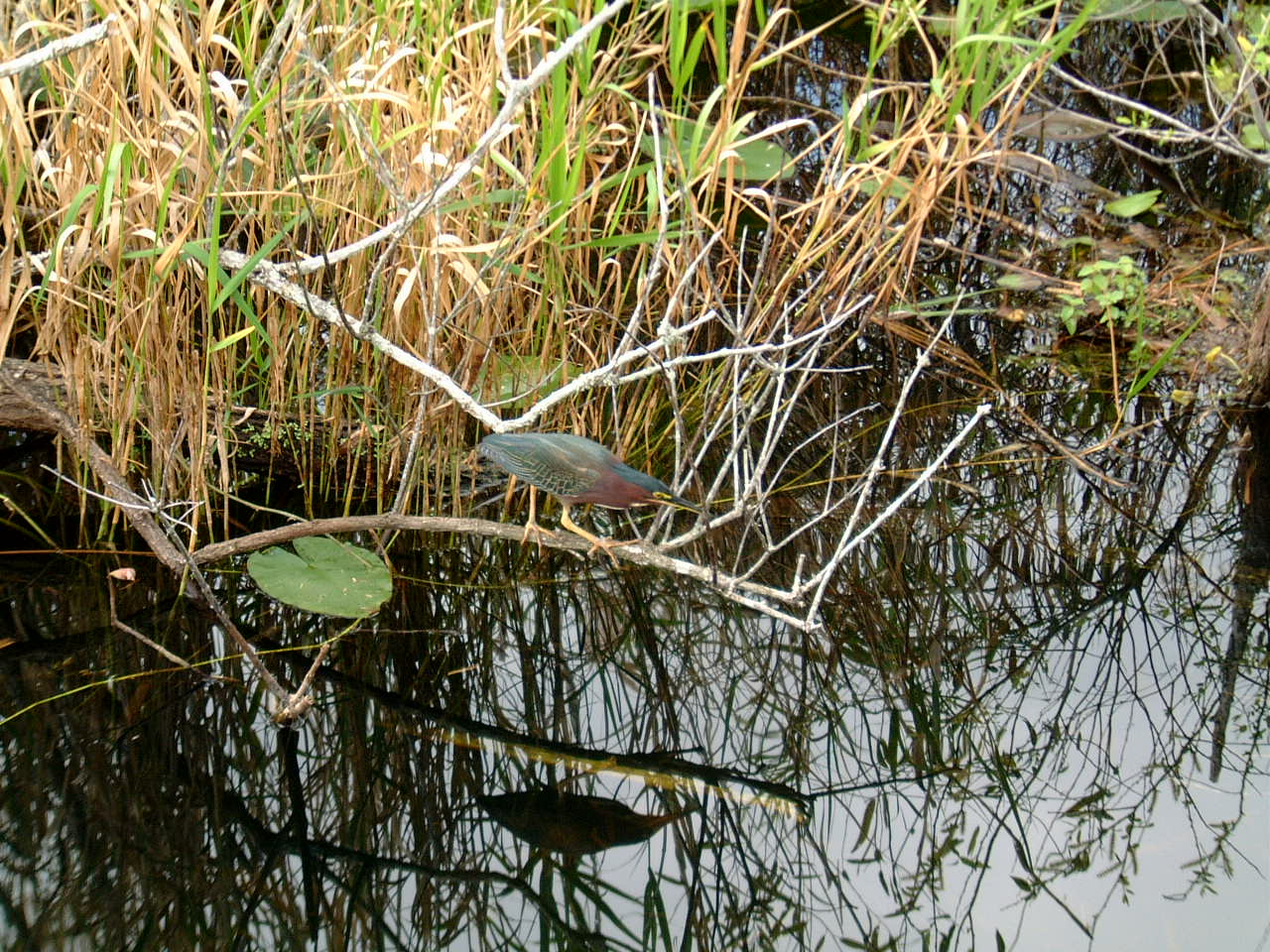
Un esemplare nel Parco Nazionale delle Everglades.

L'habitat dell'airone verde è costituito dalle piccole paludi che si formano lungo i fiumi a corso lento. Questa specie è notturna ed è più attiva all'alba e al tramonto; di giorno rimane nascosta tra la fitta vegetazione. Tuttavia, se ha un bisogno impellente di cibarsi o deve portare il nutrimento ai piccoli, va in cerca di cibo anche durante il giorno. Gli esemplari che vivono lungo le coste hanno abitudini basate sull'andamento delle maree. L'airone verde si nutre soprattutto di piccoli pesci, rane e artropodi acquatici, ma in generale mangia qualsiasi animale, sia invertebrato che vertebrato, che è in grado di catturare, comprese sanguisughe e topi. Quando è in cerca di cibo l'airone verde non tollera la presenza di altri uccelli - compresi i membri della stessa specie - e non è mai stato visto mangiare in gruppo. Per catturare la preda rimane in piedi immobile sulla riva dell'acqua; quando la vittima è sufficientemente vicina, l'uccello protende con uno scatto il suo lungo collo e afferra la preda con il becco. Talvolta getta piccoli pezzi di cibo, insetti o altri piccoli oggetti sulla superficie dell'acqua per attirare i pesci: questa peculiarità ne fa una delle poche specie animali in grado di utilizzare utensili.
Tra marzo e aprile le popolazioni settentrionali si spostano a sud per riprodursi; ai limiti settentrionali dell'areale la stagione degli amori si situa alla fine di maggio. La migrazione verso i quartieri invernali inizia in settembre; dalla fine di ottobre gli uccelli sono assenti dalle regioni in cui non rimangono tutto l'anno. L'andamento delle migrazioni delle popolazioni settentrionali non sembra risentire degli effetti del riscaldamento globale: il loro areale di riproduzione è esattamente lo stesso di 100 anni fa.

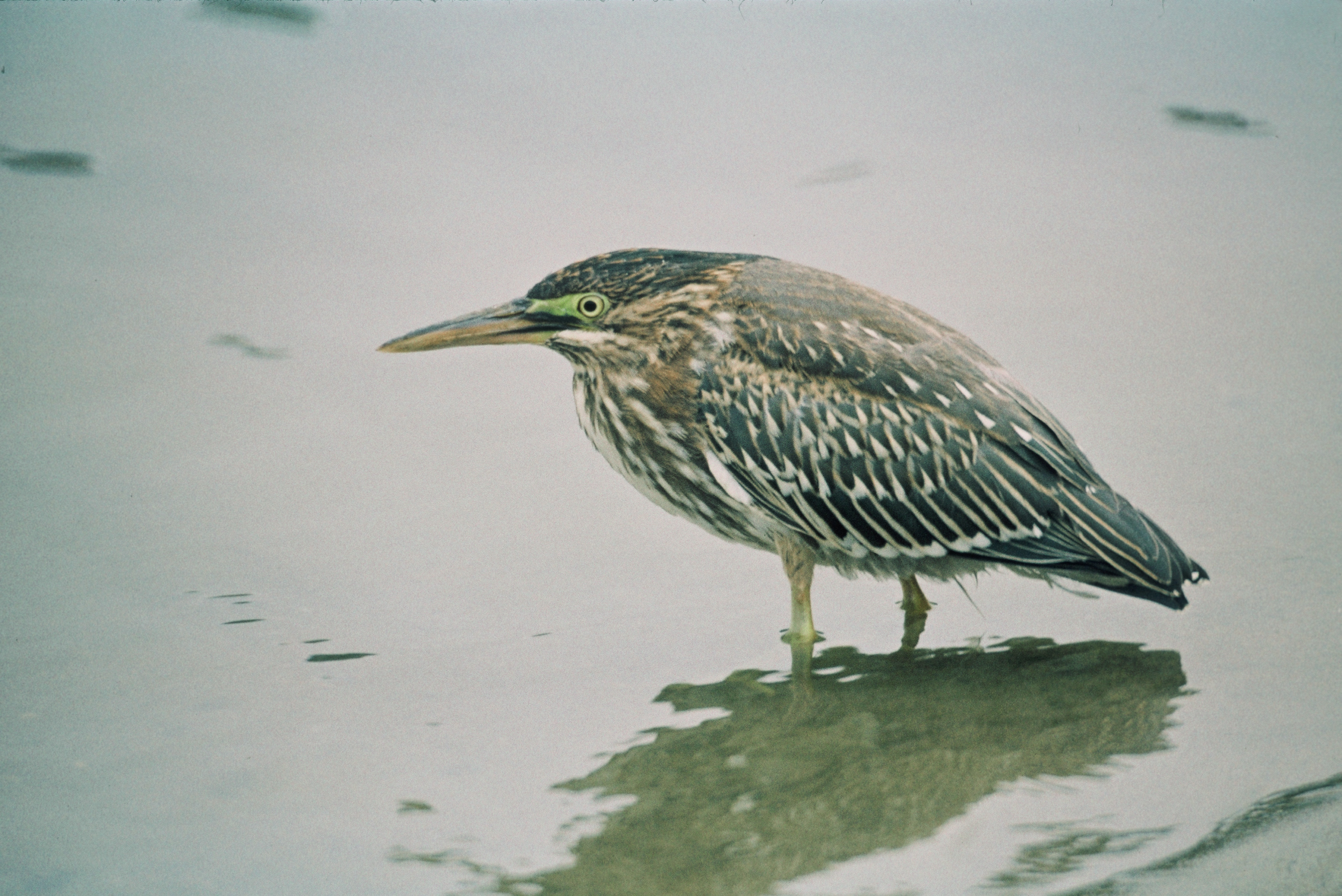
Un esemplare giovane.

Le popolazioni non migratrici abbandonano i loro territori dopo la stagione degli amori disperdendosi nelle regioni circostanti. Non sempre fanno ritorno nel territorio dell'anno precedente, dato che la loro stagione riproduttiva è determinata dalle piogge e, di conseguenza, dalla disponibilità di prede.
Gli aironi verdi sono monogami stagionali. Le coppie si formano durante la stagione degli amori, dopo un intenso corteggiamento portato avanti dai maschi, i quali scelgono il sito atto per la nidificazione e volano rumorosamente davanti alle femmine arruffando il piumaggio della testa e del collo. Nidificano nelle foreste e nelle zone alberate delle paludi, vicino all'acqua. Il nido è costituito da una piattaforma di ramoscelli costruita tra gli arbusti o sugli alberi, talvolta al suolo. Tuttavia, l'uccello preferisce nidificare sugli alberi, perfino a 20 metri dal suolo, sebbene di solito i nidi si trovino ad altezze inferiori. Più raramente gli uccelli si radunano in garzaie.
Ogni covata è composta di solito da 2-6 uova di colore verde chiaro, deposte a intervalli di 2 giorni. Dopo la deposizione dell'ultimo uovo, entrambi i genitori si occupano dell'incubazione per 19-21 giorni e, dopo la schiusa, cercano tutti e due il nutrimento per i pulcini. Crescendo, i piccoli necessitano di essere nutriti sempre meno frequentemente. I giovani talvolta iniziano a lasciare il nido dopo 16 giorni di vita, ma fino a 30-35 giorni non sono in grado di volare e di procacciarsi il cibo da soli. Talvolta - soprattutto nelle regioni tropicali dell'areale - gli aironi verdi si riproducono due volte all'anno.